# カリプソ (軽巡洋艦)
|          |                                                                            |
| 艦歴     |                                                                            |
| 発注     |                                                                            |
| 起工     | 1916年2月7日                                                               |
| 進水     | 1917年1月24日                                                              |
| 就役     | 1917年6月21日                                                              |
| 退役     |                                                                            |
| その後   | 1940年6月12日に戦没                                                        |
| 除籍     |                                                                            |
| 性能諸元 |                                                                            |
| 排水量   | 4,120トン                                                                  |
| 全長     | 450ft                                                                      |
| 全幅     | 42.9ft                                                                     |
| 吃水     | 14.3ft                                                                     |
| 機関     | ブラウン＝カーチス式ギアード・タービン2基 ヤーロウ缶6基 2軸推進 40,000 shp |
| 最大速   | 29ノット                                                                   |
| 乗員     | 344名                                                                      |
| 兵装     | 6インチ砲5門 3インチ砲2門 3ポンド砲4門 機銃1基 21インチ魚雷発射管8門       |

カリプソ（HMS Calypso, D61）は、イギリス海軍の軽巡洋艦。カレドン級。

## 艦歴
1916年2月7日起工。1917年1月24日進水。同年6月21日竣工。
1917年11月、第二次ヘルゴラント・バイト海戦に参加し、被弾損傷した。同年12月のタリン沖海戦では、ソヴィエト・ロシアの駆逐艦「スパルターク」と「アフトローイル」を拿捕し、艦隊司令官のF・F・ラスコーリニコフを捕虜とした。
1923年、英王室と姻族関係にあるギリシャ王子アンドレアス救出のため、ギリシア沖に派遣される。この砲艦外交の結果、ギリシャ革命政府はアンドレアス王子一家を英国に引き渡した。当時1歳であったアンドレアス王子の長男が、後にエリザベス2世の王配となるフィリッポス（英：フィリップ）であった。
第二次世界大戦開戦時は本国艦隊に所属。1939年9月24日にドイツ船「ミンデン (Minden)」を捕捉し、「ミンデン」は自沈した。また、11月22日にはアイスランド沖でドイツ船「コンスル・ヘンドリック・フィッサー (Konsul Hendrik Fisser)」を拿捕した。その後地中海へ移動。イタリアの参戦後最初の地中海艦隊の出撃でアレクサンドリアから出撃した「カリプソ」は、1940年6月12日にクレタ島の南でイタリア潜水艦「バニョリーニ (Bagnolini)」の雷撃 によって撃沈された。乗員39人が戦死した。